# Letiště Anchorage
Letiště Anchorage (anglicky Ted Stevens Anchorage International Airport, IATA: ANC, ICAO: PANC, FAA LID: ANC) je hlavní letiště amerického státu Aljaška, vzdálené 4 námořní míle (7 km) jihozápadně od centra města Anchorage. Pojmenováno je po Tedu Stevensovi – dlouholetém americkém senátorovi z Aljašky.